# Крючков, Юрий Семёнович
Ю́рий Семёнович Крючко́в (5 июня 1928—19 октября 2015) — инженер-механик по судовым паросиловым установкам, учёный в области динамики и прочности судовых энергетических установок и парусных судов, историк. Краевед, один из главных исследователей истории города Николаева, его архитектуры, топонимики, исторических личностей.
Доктор технических наук (1973), профессор (1977), Заслуженный работник культуры Украины (1992), «Горожанин года» (1996), академик АН судостроения Украины (1997), почётный гражданин Николаева (1998).

## Биография
Родился в 1928 году в Николаеве. В 1952 году окончил Николаевский кораблестроительный институт.
С 1952 по 1956 год работал на заводе имени Марти на постройке тяжёлого крейсера «Сталинград» и подводной лодки проекта 613. Был старшим инженером, помощником строителя, строителем по механической части.
В начале 1956 года переехал в Ленинград, поступив в аспирантуру ЦНИИ имени академика А. Н. Крылова (ЦНИИ-45). Здесь работал до 1973 года инженером-исследователем, младшим научным сотрудником, начальником сектора. В 1969 году основал в Ленинграде секцию парусных судов при Центральном правлении НТО Судпрома СССР
С 1973 года преподает в НКИ: с 1974 года — профессор кафедры, с 1975 — заведующий кафедрой динамики и прочности судовых машин, с 1991 — профессор кафедры. В 1976 году организовал в НКИ кафедру динамики и прочности судовых машин.
В 1974 году основал секцию истории судостроения при Черноморском межобластном правлении НТО. В 1977 году основал Лабораторию по исследованию экологически чистых судовых двигателей (ныне «Ветродин») и руководил ею.
С 1985 года работает в области энергетических установок подводных лодок.
В 1988 году организовал городское историко-краеведческое общество «Золотая Ладья».
Почетный гражданин города Николаева — звание присвоено решением Николаевского горсовета № 2/18 от 19.05.1998.
Умер 19 октября 2015. Похоронен на Центральном городском кладбище возле Мешково-Погорелово на центральной аллее, где покоятся другие знаменитости.

## Научная деятельность
Основные направления научной деятельности: взрывостойкость энергетических установок подводных лодок при действии подводных атомных взрывов, теория и проектирование современных парусных судов, история судостроения, флота и Николаева.
Основоположник науки о взрывостойкости судовых машин, автор нормативных материалов по их расчёту. Возглавлял научно-исследовательские работы по взрывостойкости машин и механизмов кораблей. Создал общую теорию движения судов-ветроходов, разработал вопросы проектирования многокорпусных парусных судов.
Под руководством Юрия Крючкова изобретены оригинальные конструкции жёстких убирающихся парусов, выполнены проекты и построены прогулочный катамаран «Бумеранг» и тримаран для научных исследований «Таис 3»; осуществлено дооборудование научно-исследовательского судна «Дельта» жёсткими парусами, разработаны проекты дооборудования парусами сухогруза «Саатлы» и проекты круизных парусных катамаранов «Симнико» и «Селин 80».
Основал новую вспомогательную историческую науку о названиях кораблей — каронимику.
Организовал и провёл в Николаеве Всесоюзные симпозиумы по парусным судам (1979, 1982, 1986) и международный семинар в Херсоне (1986), а также семинар по ударостойкости (Ленинград, 1971) и две конференции по ударным процессам (Николаев).
В области истории исследовал жизнь и деятельность адмиралов Алексея и Самуила Грейгов, эволюцию русских линейных парусных судов; осуществил научную реконструкцию фрегата «Святой Николай». Много лет посвятил исследованию истории Николаева, развитию кораблестроения на юге Украины.

## Сочинения
Написал 16 книг по взрывостойкости судовых машин, теории и проектированию парусных судов, истории судостроения, флота и Николаева. Автор свыше 280 печатных работ, среди которых более 100 связаны с историей.
Список книг Ю. С. Крючкова:
- Ударостойкость судового энергетического оборудования. — Л., «Судостроение», 1969
- Крылья океана. — Л., «Судостроение», 1983 (в 1986 вышла в Болгарии)
- Алексей Самуилович Грейг. — М., «Наука», 1984
- Имя на борту. — М., «Транспорт», 1988
- Старый Николаев и окрестности. Топонимический словарь-справочник. — Н., «Дикий Сад», 1991.
- История Николаева от основания до наших дней / Ю. С. Крючков. — Николаев: МП «Возможности Киммерии», 1996. — 299 с.
- История улиц Николаева: топонимический путеводитель по городу и окрестностям / Ю. С. Крючков. — Николаев: «Возможности Киммерии»,1997. — 159 с.
- Град Святого Николая: путеводитель по старому Николаеву / Ю. С. Крючков. — Николаев: «Возможности Киммерии», 2003.- 256 с.
- Очерки истории Николаева: в 8 книгах. Кн.1. / Ю. С. Крючков. — Николаев: Степь — инфо, 2003. — 138 с. — (Серия «Библиотека горожанина»).
- Очерки истории Николаева: в 8 книгах. Кн.2. / Ю. С. Крючков- Николаев: Степь — инфо, 2004. — 118 с. — (Серия «Библиотека горожанина»).
- Очерки истории Николаева: в 8 книгах. Кн.3. / Ю. С. Крючков- Николаев: Степь — инфо, 2006. — 136 с. — (Серия «Библиотека горожанина»).
- Кто Вы, княжна Тараканова?: историческая повесть / Ю. С. Крючков. — Николаев: ИПП «Степь-инфо», 2005. — 120 с.
- И этот миг называется жизнь! / Ю. С. Крючков. — Николаев: Полиграф. объединение «Шамрай», 2007. — 37 с.
- Корабль и эстетика / Ю. С. Крючков. — Николаев: ЧП Торубара Е. С.,2007. — 172 с.
- На грани веков: исторические повести / Ю. С. Крючков. — Николаев: Изд-во Ирины Гудым,2007. — 408 с.
- Старый Николаев: топонимический словарь — справочник / Ю. С. Крючков. — Николаев: Изд-во Ирины Гудым, 2008. — 128 с., илл.
- Архитектура Старого Николаева / Ю. С. Крючков. — Николаев: «Возможности Киммерии», 2008. — 240 с., 455 илл.
- Алексей Самуилович Грейг и его время: адмирал, личность, человек / Ю. С. Крючков. — Николаев: Изд-во Ирины Гудым, 2008. — 480 с.